# Agobardus cubensis
Agobardus cubensis is een spinnensoort in de taxonomische indeling van de springspinnen (Salticidae).
Het dier behoort tot het geslacht Agobardus. De wetenschappelijke naam van de soort werd voor het eerst geldig gepubliceerd in 1935 door Pelegrin Franganillo-Balboa.